# 쌍소강
쌍소강은 윤형동물문의 한 강으로서 다른 윤형동물과의 차이는 쌍소강의 암컷은 난소가 1개 있는 다른 윤형동물과 달리 난소가 2개 있다는 것이다. 대부분 쌍소강에 속하는 생물은 민물이나 바닷물에 사나, 어떤 것은 육지에서 살기도 한다. 이들은 Bdelloidea와 Seisonidea의 두 목으로 나뉘어 있다.